# Němčany
Němčany (en allemand : Niemtschan) est une commune du district de Vyškov, dans la région de Moravie-du-Sud, en République tchèque. Sa population s'élevait à 93 habitants en 2020.

## Géographie
Němčany se trouve à 4 km à l'est-nord-est de Slavkov u Brna, à 14 km au sud-sud-est de Vyškov, à 24 km à l'est de Brno et à 206 km au sud-est de Prague.
La commune est limitée par Rousínov au nord, par Dražovice au nord-est, par Letonice et Křižanovice à l'est, par Hodějice au sud, et par Slavkov u Brna à l'ouest.

## Histoire
La première mention écrite du village date de 1497.